# たかたかし
たか たかし（1934年10月27日 - ）は、新潟県新発田市出身の作詞家。本名は高橋 広雄。

## 人物・来歴
新潟県立新発田高等学校在学中に若山牧水の「白鳥は哀しからずや空の青 海のあをにも染まずただよふ」に出会い、身の震えるような感動を覚える。立教大学文学部中退後は北海道に渡り、業界新聞記者、セールスマン、興信所調査員、ルポライターなどを経験。青島幸男と知り合ったことが契機となり、以後放送作家として各種音楽番組を手がけるが、仕事上「昭和歌謡全集」（新興楽譜出版社）を隅々まで目を通したことで、歌謡詩に興味を持つようになる。
作詞活動は1967年から美川憲一の「ネオン化粧」でデビューし、西城秀樹「情熱の嵐」、松崎しげる「愛のメモリー」等、ヒット曲を世に送り出す。西城とは1971年頃に親しいレコード会社のディレクターから「今度、広島の沢田研二と言われている子を出すから、（詞を）書かないか」と言われ、上京してきた西城とレコード会社で初めて面会。たかは「背がすらっと高く、あいさつもハキハキしている好青年。何かオーラみたいなもの」を感じ、「格好いいなあ」という印象を抱いた。デビュー曲「恋する季節」を「麻生たかし」のペンネームで書き、たかは「声に凄く特徴がある。押しつけがましくなく、突き抜けている声」に魅了され、当時よく見ていたアメリカのミュージカルスターを西城の姿に重ねていた。「愛のメモリー」は「万葉集」から、藤原鎌足が采女安見児を得たときに詠んだ歌「われはもや安見児得たり皆人の得難にすとふ安見児得たり」を基に作詞し、スペインの「マジョルカ音楽祭」に作ったラブ・バラード風のスケールの大きな曲で、松崎の歌唱力をアピールするに相応しく最優秀歌唱賞、総合2位になる。
1980年に作詞家として独立し、五木ひろし「おまえとふたり」、川中美幸「ふたり酒」、美空ひばり「おまえに惚れた」、都はるみ&岡千秋「浪花恋しぐれ」を送り出す。1987年には新人であった坂本冬美の「あばれ太鼓」で80万枚を超える大ヒットを記録し、坂本は第29回日本レコード大賞新人賞を受賞。 
作詞活動の傍ら、日本作詩家協会副会長、日本音楽著作権協会理事、日本音楽作家団体協議会常任理事も務める。

## 作品
- 逢川まさき
  - 『しのび逢い』（作曲：森田公一）
- 石川さゆり
  - 『なみだの宿』（作曲：鈴木淳）
- 五木ひろし
  - 『おまえとふたり』（作曲：木村好夫）
  - 『倖せさがして』（作曲：木村好夫）
  - 『人生かくれんぼ』（作曲：弦哲也）
  - 『おはん』（作曲：岡千秋）
- 五木ひろし＆石原詢子
  - 『朝まで恋人』（作曲：五木ひろし）
- 伊東ゆかり
  - 『陽はまた昇る』（作曲：筒美京平）
- 大川栄策
  - 『雨の港』（作曲：遠藤実）
  - 『駅』（作曲：市川昭介）
- 岡田奈々
  - 『だめですか』（作曲：馬飼野康二）
  - 『湘南海岸通り』（作曲：馬飼野康二）
- 小沢亜貴子
  - 『帰ってきてよ』（作曲：弦哲也）
  - 『冬の夜汽車』（作曲：弦哲也）
  - 『爪木崎ひとり』（作曲：弦哲也）
  - 『酒と女と猫』（作曲：弦哲也）
- おぼたけし
  - 『あしたのジョー～美しき狼たち～』（作曲：鈴木邦彦）
- 川中美幸
  - 『ふたり酒』（作曲：弦哲也）
  - 『男じゃないか』（作曲：弦哲也）
- 北原由紀
  - 『女のまごころ』（作曲：伊藤雪彦）
- 倉田まり子
  - 『やまがたのうた わたしのまち/ふるさとの径』：山形テレビ（YTS）が1982年（昭和57年）に開局10周年を記念して制作した非売品シングル。両面ともたかたかし補作詞（作詞はA面=中川真由美、B面=木内悦子）、井上忠夫作曲、青木望編曲。A面は佳曲。
- 小林幸子
  - 『越後絶唱』（作曲：遠藤実）
- 西城秀樹
  - 『恋する季節』（作曲：筒美京平）
  - 『愛がほしいのに』（作曲：羽根田武邦）
  - 『恋の約束』（作曲：鈴木邦彦）
  - 『若いふたりの海』（作曲：鈴木邦彦）
  - 『チャンスは一度』（作曲：鈴木邦彦）
  - 『君を忘れない』（作曲：羽根田武邦）
  - 『青春に賭けよう』（作曲：鈴木邦彦）
  - 『絶叫』（作曲：鈴木邦彦）
  - 『情熱の嵐』（作曲：鈴木邦彦）
  - 『愛の十字架』（作曲：鈴木邦彦）
  - 『薔薇の鎖』（原案：斉藤優子　作曲：鈴木邦彦）
  - 『子猫とネズミ』（作曲：鈴木邦彦）
  - 『愛と友情』（作曲：浜圭介）
  - 『涙と友情』（作曲：鈴木邦彦）
  - 『罪つくりな話』（作曲：鈴木邦彦）
  - 『青春の挽歌』（作曲：鈴木邦彦）
  - 『白い教会』（作曲：鈴木邦彦）
  - 『俺たちの時代』（原作詞：熊野昌人　補作詞：たか　作曲：水谷公生、編曲：佐藤準
  - 『永遠にマイ・ラブ』（作曲：川口真　編曲：船山基紀）
  - 『泣かないで-IF YOU GO AWAY-』（作詞・作曲：J. Brel　訳詞：たかたかし　編曲：馬飼野康二）
  - 『翼があれば』（作曲・編曲：惣領泰則）※ 初期他多数。
- 坂本冬美
  - 『あばれ太鼓』（作曲：猪俣公章）
  - 『祝い酒』（作曲：猪俣公章）
  - 『火の国の女』（作曲：猪俣公章）
  - 『大志』（作曲：市川昭介）
  - 『凛として』（作曲：徳久広司）
  - 『風に立つ』（作曲：弦哲也）
  - 『男の火祭り』（作曲：杉本眞人）
- 子門真人
  - 『猿の軍団』（作曲：津島利章）
- たかだみゆき
  - 『雨に咲く花』（作曲：市川昭介）
  - 『あなたが港町』（作曲：岡千秋）
- 永井みゆき
  - 『港でひとり』（作曲：弦哲也）
  - 『女の時計』（作曲：弦哲也）
  - 『大阪慕情』（作曲：弦哲也）
  - 『雨おんな』（作曲：伊藤雪彦）
  - 『お別れ終列車』（作曲：伊藤雪彦）
  - 『夢ごよみ』（作曲：岡千秋）
  - 『愛がこわいの』（作曲：桧原さとし）
  - 『応援歌でヨイショ』（作曲：岡千秋）
  - 『十九の港』（作曲：弦哲也）
  - 『大阪すずめ』（作曲：弦哲也）
- 永井裕子
  - 『旅路の女』（作曲：四方章人）
  - 『北の里唄』（作曲：四方章人）
  - 『男の情歌』（作曲：四方章人）
  - 『北陸本線冬の旅』（作曲：四方章人）
  - 『東京赤とんぼ』（作曲：岡千秋）
- 中村美律子
  - 『壺坂情話』（作曲：富田梓仁）
  - 『港のおんな』（作曲：富田梓仁）
  - 『瀬戸の港』（作曲：岡千秋）
- 西方裕之
  - 『紀ノ川』（作曲：徳久広司）
  - 『夢追い川』（作曲：徳久広司）
  - 『湯けむりの宿』（作曲：岡千秋）
  - 『津軽の春』（作曲：岡千秋）
  - 『寒桜』（作曲：岡千秋）
- 橋幸夫
  - 『あばれ駒』（作曲：市川昭介）
- 藤あや子
  - 『花のワルツ』（作曲：徳久広司）
- 細川たかし
  - 『佐渡の恋唄』（作曲：弦哲也）
  - 『恋の酒』（作曲：弦哲也）
  - 『北斗の星』（作曲：弦哲也）
  - 『ふたり道』（作曲：弦哲也）
  - 『女のしぐれ』（作曲：弦哲也）
  - 『冬の宿』（作曲：弦哲也）
  - 『雪港』（作曲：弦哲也）
  - 『夫婦ごころ』（作曲：弦哲也）
- 松崎しげる
  - 『愛のメモリー』（作曲：馬飼野康二）
- 松原のぶえ
  - 『維新の女』
- 美川憲一
  - 『ネオン化粧』（作曲：米山正夫）
  - 『愛・それはゲーム』（作曲：中川博之）
  - 『うたかたの夢』（作曲：叶弦大）
  - 『別れの旅路』（作曲：中川博之）
  - 『愛は嫉妬』（作曲：中川博之）
- 水森かおり
  - 『松島紀行』　(作曲:弦哲也)
- 美空ひばり
  - 『おまえに惚れた』（作曲：徳久広司）
  - 『人恋酒/おんなの涙』（作曲：徳久広司）
  - 『恋女房』（作曲：徳久広司）
  - 『残侠子守唄』（作曲：弦哲也）
  - 『暗夜行路/裏窓』（作曲：弦哲也）
- 都はるみ
  - 『浪花恋しぐれ』（作曲：岡千秋）
  - 『東京セレナーデ』（作曲：小林亜星）
  - 『裏町ごころ』（作曲：市川昭介）
  - 『道頓堀川』（作曲：岡千秋）
  - 『渡り鳥仁義』（作曲：市川昭介）
- 森進一
  - 『人を恋うる唄』（作曲：岡千秋）
  - 『冬桜』（作曲：三木たかし）
- 森昌子
  - 『恋は女の命の華よ』（作曲：浜圭介）
- 山本譲二
  - 『放浪～さすらい～』（作曲：弦哲也）
  - 『都会の子守歌』（作曲：弦哲也）
  - 『しあわせの青い鳥』（作曲：弦哲也）
  - 『おまえにありがとう』（作曲：弦哲也）
  - 『花も嵐も』（作曲：弦哲也）
  - 『島風』（作曲：弦哲也）
  - 『風帰行』（作曲：弦哲也）
  - 『酒がたり』（作曲：弦哲也）